# Vindrossel
En vindrossel (latin: Turdus iliacus) er en spurvefugl i drosselfamilien. I perioden maj-juli yngler vindroslen i et stort område fra Island i vest over Skotland, Nord- og Mellemskandinavien til Kolyma-floden i Sibirien i øst (sjældent også i Danmark). Den overvintrer i Syd- og Vesteuropa samt Mellemøsten. Som ynglested foretrækker den f.eks. i Sverige birke- og nåletræsskove i fjeldområderne, ofte i moser. Vindroslen er med sine cirka 21 centimeter noget mindre end sangdroslen og kendes blandt andet på sin lyse stribe over øjet og på de vinrøde flanker (kropssider).
Siden omkring 1960 er vindroslens yngleområde udvidet mod syd, så den også er set som ynglefugl i Skåne og enkelte gange i Danmark. Fuglen foretrækker at yngle i fugtig skov og buskklædte områder.
Vindroslens lokkekald er et langtrukkent siip, der i Danmark ofte høres om natten forår og efterår, hvor trækket finder sted. Fuglen advarer med et skærende tji-tik eller tju-tik. Sangen består af 4-6 fløjttoner, som regel i faldende tonehøjde, efterfulgt af en mere lavmælt kvidren.
Det videnskabelige artsnavn iliacus kommer af det latinske ilia = kropsside.